# Rubus confusidens
Rubus confusidens är en rosväxtart som beskrevs av Heinrich E. Weber. Rubus confusidens ingår i släktet rubusar, och familjen rosväxter. Inga underarter finns listade i Catalogue of Life.